# Pelecopsis nigroloba
Pelecopsis nigroloba är en spindelart som beskrevs av Fei, Gao och Zhu 1995. Pelecopsis nigroloba ingår i släktet Pelecopsis och familjen täckvävarspindlar. Inga underarter finns listade i Catalogue of Life.